# 尚書古文疏證
《尚書古文疏證》八卷，清代閻若璩撰。
閻若璩二十歲讀《尚書》，發現古文尚書有可疑之處，遂窮三十八年的研究考證，寫成《尚書古文疏證》八卷。
《尚書古文疏證》一書“事必求其根柢，言必求其依據”，此書列舉了一百二十八條證據，将孔安国传古文《尚书》判定为伪书，認為《古文尚書》為東晉梅賾所偽。閰氏首先依《汉书》〈儒林传〉、〈艺文志〉及〈楚元王传〉的記載，确定古文尚书出自孔壁，为鲁恭王坏孔子宅时所发现。並確定古文尚书的篇数即今文尚书篇数再加十六篇。接著閰氏再確認真本《古文尚书》亡於永嘉之乱的结论。到了東晉元帝時豫章內史梅賾所獻《尚書》卻多出二十五篇，此二十五篇“無論其文辭格制迥然不類，而只此篇數之不合，偽為可知也”。接下來，閰氏透過各種實證法确立二十五篇古文为伪，包括使用实证法与虚会法。實證法中又包含了用引文比對的方法,典禮制度和史實的考證法及訓詁、書例辨證法。例如，第31条提到“人心惟危，道心惟微，惟精惟一，允執厥中”，前三句出自《荀子》所引《道经》，“允執厥中”則出自《論語·堯曰第二十》。第64条提到〈胤征〉有“玉石俱焚”之语为出自魏晋年间。另又指出孔傳有与地理沿革不合者，第87条提到积石山在汉昭帝时才置金城郡，孔传却说积石山在金城西南；第88條提到瀍水出谷城县，到了晋朝才划入河南，孔传却说其出自河南北山。
同時期的毛奇齡則作《古文尚書冤詞》與之駁辯，例如，毛奇齡斷定《道經》是對《尚書》經的尊稱，為了證明其說，他援引漢代緯書《易通卦驗》云：“燧人在伏羲前寘刻《道經》，以開三皇五帝之書。”此說過於遷強，不足以取信於一般學者。一說閰氏讀罷《冤词》后，曾对《疏证》作了大幅度删改，乃至於“本为《冤词》难《疏证》，今转成《疏证》难《冤词》。”
紀昀曾指出《疏證》編次欠條理，“支蔓”太多，“衍及旁文，動盈卷帙”，有時支蔓文竟可達數萬言。毛奇龄批評其“旁搜曲引，吹毛索瘢，锻炼成狱”。閰氏在世時，此書僅有抄本流傳，後由其孫閰學林刊刻，即乾隆十年眷西堂刻本。今傳《古文尚書疏證》只有九十九條，“有目無文”者十二條、“目文全缺”者十七條。錢穆注意到閰氏撰《疏证》引用梅鷟《尚書考異》內容极多，而多不明引。一說閰氏晚年對《疏证》多有所刪節，可能是為了隱瞞大量引用《尚書考異》而不加注明的困擾。
黃宗羲、紀昀、錢大昕、梁啟超、胡適等皆以為偽古文《尚書》的定案實歸功於閻若璩，汪中认为阎氏《疏证》是“千余年不传之绝学”。梁啟超說閻若璩“不能不認為近三百年學術解放之第一功臣。”並認為自閻攻偽古文《尚書》得勝，漸開學者疑經之風。

## 腳注
1. ↑  〈西河与潜邱论尚书疏证〉及〈送阎徵君归淮安序〉二文皆载疏证於康熙三十二年癸酉成書，阎氏時年五十八岁。疏证一书从阎氏二十岁始构思著笔，至其五十八岁方成，历时三十八年。
2. ↑  孔穎達提到鄭玄為《逸書》十六篇的《書序》作注，閰氏據此在《疏证》第三條記載：“十六篇者，即永嘉时所亡失之〈舜典〉一，〈汩作〉二，〈九共〉九篇三，〈大禹谟〉四，〈益稷〉五，〈五子之歌〉六，〈胤征〉七，〈典宝〉八，〈汤诰〉九，〈咸有一德〉十，〈伊训〉十一，〈肆命〉十二，〈原命〉十三，〈武成〉十四，〈旅獒〉十五，〈冏命〉十六，是也。”其中《九共》分為九篇，以篇數計算則為二十四篇。毛奇齡《古文尚書冤詞》亦說：“孔氏《正義》謂……鄭注《書序》自《舜典》、《汩作》、《九共》以至《旅獒》、《冏命》二十四篇，若又稱十六篇，則又以《九共》九篇共序，除去八篇，為十六篇。其說鑿鑿。”
3. ↑  《疏證》卷一，第二條：“惟不幸而永嘉喪亂，經籍道消。凡歐陽、大、小夏侯學，號為經師，遞相講授者，已掃地無餘。又何況祕府所藏，區區簡冊耶？故《古文尚書》之亡，實亡於永嘉。”
4. ↑  蘇慶彬《閻若璩、胡渭、崔述三家辨僞方法之研究》一文中罗列了：以史志書目證、以篇次之編排證、以篇數篇名證、以史例證、以古人撰書義例證、以古人行文之慣例證、以古人傳注之義例證、以古人引書之義例證、以引援舊文失實證、以剽竊前人徵引古書之遺文而缺漏證、以後人徵引佚書之多寡證、以文字證、以文字之演進證、以音韻證、以文體證、以文辭證、以文理證、以句讀證、以地名設置先後證、以地名流變證、以時代先後證、以時代思想證、以時代之風尚證、以律曆證、以官制證、以禮制證、以漢人經學之師承家法證、以稱謂證、以聖賢之言行證、以僞書者之心理證、以情理證、以史實證、以徵引先聖時賢之説證、以窮源法證等三十四种例证。
5. ↑  四库馆臣高度重視《尚书古文疏证》，认为毛奇龄的《古文尚书冤词》不过就是强词夺理，但亦“终不能以强辞夺正理”，“则有据之言先立于不可败也”。
6. ↑  蒋善国以为「阎书初成四卷，毛奇龄作《冤辞》来驳它。阎氏见《冤辞》之後，又把《疏证》加以修改，又增加了四卷，共八卷，裏面凡有目无书的各条，可能是见了《冤辞》，因证据不足删去的。」（蔣善國：《尚书综述》，上海古籍出版社，1988年，页286。）
7. ↑  錢穆：《中國近三百年學術史》，商務印書館，１９９７，２７６頁。
8. 1 2  上海古籍出版社 （页面存档备份，存于）《尚書古文疏證》出版說明。
9. ↑  錢穆：《中國近三百年學術史》，商務印書館，１９９７，２７２頁。
10. ↑  許華峰《论〈尚书古文疏证〉与〈古文尚书冤词〉〈尚书考异〉的关系》一文提到，惠栋《古文尚书考》所引用阎若璩《尚书古文疏证》抄本中的资料，有七十余条已不见於今本《尚书古文疏证》中，但見於梅鷟的《尚书考异》当中，“除非惠棟引錄了不實的材料，否則閻若璩必然看過《考異》這部書，……甚至曾經大量引用《考異》的內容”，这说明阎若璩曾暗袭梅鷟的《尚书考异》而不加注明。（林庆彰主编《经学研究论丛》第一辑）